# Charny (Côte-d'Or)
Charny è un comune francese di 33 abitanti situato nel dipartimento della Côte-d'Or nella regione della Borgogna-Franca Contea.

## Società

### Evoluzione demografica
Abitanti censiti